# Sathyamangalam-Wildreservat
Das Sathyamangalam-Wildreservat (Sathyamangalam Wildlife Sanctuary) ist ein Naturschutzgebiet im Grenzgebiet der Staaten Tamil Nadu, Karnataka und Kerala im Süden Indiens. Das Gebiet war ursprünglich ein Waldreservat (Sathyamangalam Forest Division) und wurde am 8. Dezember 2008 zum Wildschutzgebiet erklärt. Das Schutzgebiet ist Teil des Nilgiri-Biosphärenreservates und erstreckt sich von 10°29'15" bis 11°43'11" nördlicher Breite und von 76°50'46" bis 77°27'22" östlicher Länge.

## Flora
Durch seine Lage zwischen den Ostghats und den Westghats nimmt es eine wichtige strategische Position bei der Verbindung beider Naturlandschaften ein. Das Gelände ist abwechslungsreich von Ebenen, Hügeln und Flusstälern geprägt. Die durchschnittliche Jahresniederschlagsmenge beträgt 800 mm. Die Vegetation besteht vorwiegend aus laubabwerfenden Trockenwäldern, in höheren Lagen auch aus immergrünen Wäldern.

## Fauna
Das Schutzgebiet ist Heimat des Bengaltigers und des Asiatischen Elefanten. Daneben kommen größere Bestände an Axishirschen, Sambarhirschen, Gauren, Hirschziegenantilopen, Languren, Riesenhörnchen und kleinere Bestände an Vierhornantilopen und Wildschweinen vor. Im Moyar-Fluss, der das Gebiet durchfließt, kommt das Sumpfkrokodil vor.

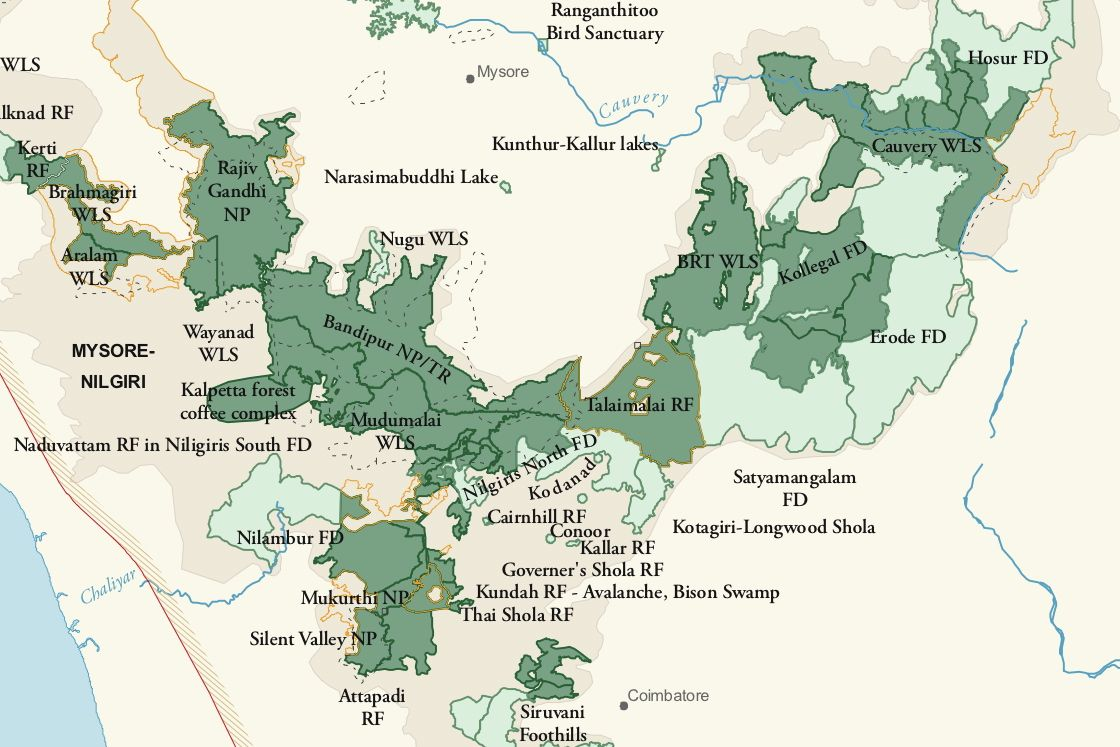
Lage der ehemaligen Sathyamangalam Forest Division (FD) im Nilgiri-Biosphärenreservat